# إبراق كهربائي

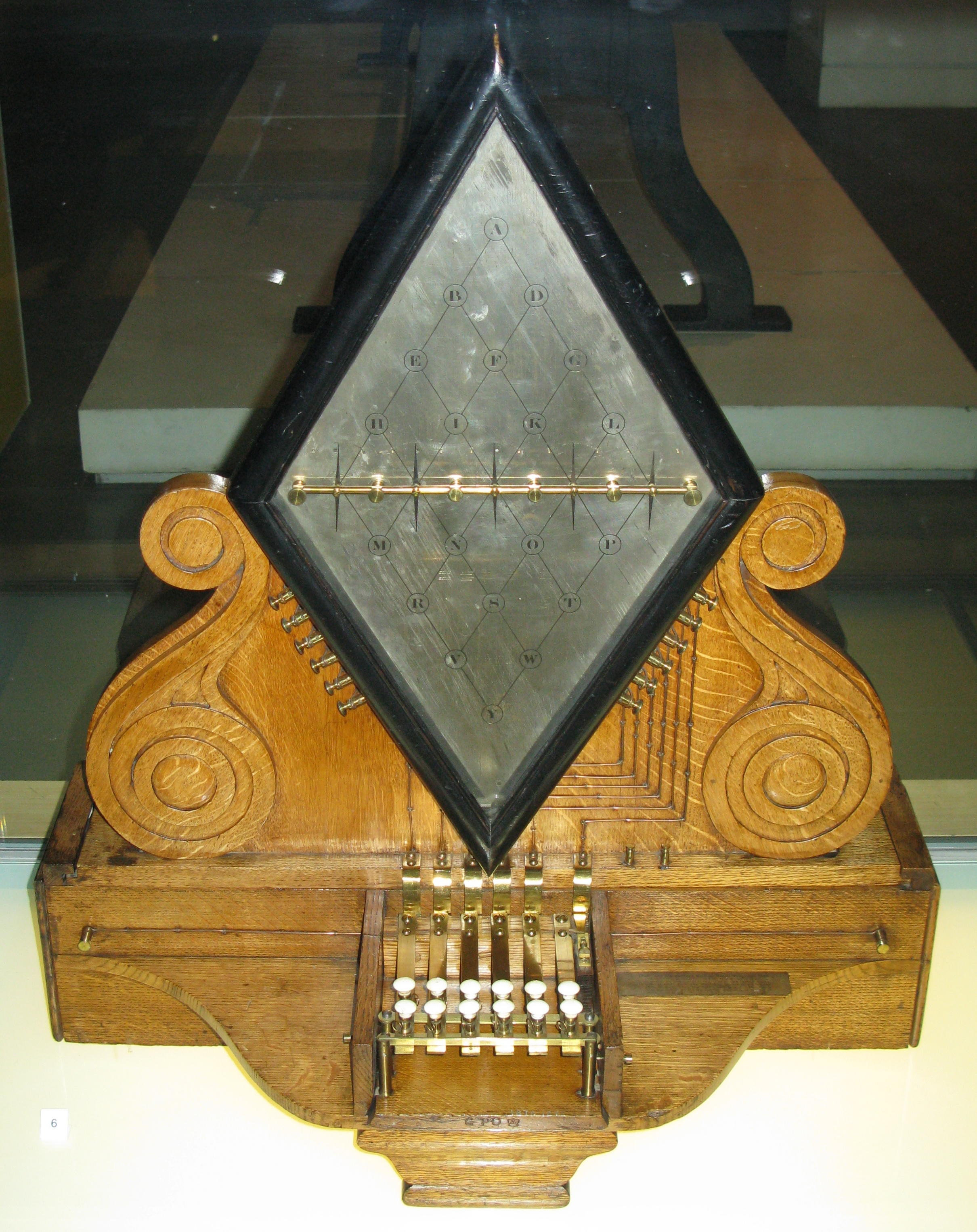
مبرقة كوك وويتستون بخمس إبر، عام 1837

الإبراق الكهربائي (بالإنجليزية: Electrical telegraphy) هو نظام الرسائل النصية من نقطة إلى نقطة، كان يُستخدم بشكل رئيسي في الفترة 1840 حتى منتصف القرن 20، عندما تم استبداله ببطء عن طريق أنظمة اتصالات الآخرى. وهو يستخدم ترميز النبضات من التيار الكهربائي من خلال أسلاك مُخصصة لنقل المعلومات عبر المسافات الطويلة. كان أول نظام اتصالات سلكية ولاسلكية كهربائيًا، وهو الأكثر استخدامًا من بين عدد من أنظمة المراسلة المُبكرة التي تُسمى أنظمة الإبراق، وقد تم تصميمه لإرسال الرسائل النصية بسرعة أكبر من إرسال الرسائل المكتوبة. هذا النظام يسمح للاتصالات أن تحدث دون الحاجة إلى النقل المادي. قبل الإبراق الكهربائي، تم استخدام أنظمة الإشارات، بما في ذلك إشارات الدخان وإشارة العلم والإبراق البصري للإشارات المرئية للتواصل عبر مسافات من الأرض.

## التاريخ

### العمل المُبكِر
من الدراسات المبكرة للكهرباء، كان من المعروف أن الظواهر الكهربائية تنتقل بسرعة كبيرة، وعمل الكثير من المختبرين على استخدام الكهرباء في الاتصالات عن بعد. طُبّقَت جميع التأثيرات المعروفة للكهرباء مثل الشرر والتجاذب الكهروستاتيكي والتغيرات الكيميائية والصدمات الكهربائية والكهرومغناطيسية اللاحقة - على مشاكل اكتشاف عمليات نقل الكهرباء المتحكَّم بها على مسافات مختلفة.
في عام 1753، أشار كاتب مجهول في المجلة الاسكتلندية إلى الإبراق الكهربائي الساكن. باستخدام سلك واحد لكل حرف من الحروف الأبجدية، يمكن إرسال رسالة عن طريق توصيل أطراف الأسلاك إلى جهاز كهروستاتيكي، ومراقبة انحراف كرات اللب في الطرف البعيد. لم يُعرف الكاتب بشكل واضح، لكن وُقعَت الرسالة من قبل سي. إم، ونُشرت من رينفرو، ما أدى إلى اقتراح تشارلز مارشال من بلدة رينفرو. التلغراف باستخدام التجاذب الكهروستاتيكي هو أساس التجارب السابقة في مجال التلغراف الكهربائي في أوروبا، ولكن تم التخلّي عنها باعتبارها غير عملية ولم تُصوَّر مطلقًا لتصبح نظام اتصال مفيد.
في عام 1774، أدرك جورج لويس لو سيج التلغراف الكهربائي في وقت مبكر. كان لدى التلغراف سلك منفصل لكل حرف من الحروف الأبجدية البالغ عددها 26 حرفًا وكان مداها فقط بين غرفتين من منزله.
في عام 1800، اخترع ألساندرو فولتا عمود فلطائي (هو أول بطارية كهربائية كيميائية اختُرعَت في التاريخ)، ما يسمح باستمرار التيار الكهربائي للتجربة. أصبح هذا مصدرًا للتيار الكهربائي المنخفض الذي يمكن استخدامه لإنتاج تأثيرات أوضح، وقد كان أقل تقيدًا بكثير من التفريغ اللحظي للجهاز الكهروستاتيكي، الذي يُعد بالإضافة لقارورة ليدن المصادر الوحيدة المعروفة مسبقًا من صنع الإنسان للكهرباء.
هناك تجربة أخرى قديمة جدًا في التلغراف الكهربائي هي «التلغراف الكهروكيميائي» الذي ابتكره الطبيب الألماني وعالم التشريح والمخترع صموئيل توماس فون سوميرينغ في عام 1809، استنادًا إلى تصميم سابق أقل قوة لعام 1804 من قبل الموسوعي الأسباني والعالم فرانسيسكو سيلفا كامبايلو.
استخدم كلا التصميمين أسلاك متعددة (حتى 35) لتمثيل كل الحروف والأرقام اللاتينية تقريبًا. ما مكّن نقل الرسائل كهربائيًا على بعد بضعة كيلومترات (في تصميم فون سوميرينغ)، حيث كل من أسلاك مستقبل التلغراف في أنبوب زجاجي منفصل من الحمض. طُبّق التيار الكهربائي بالتتابع من قبل المرسل من خلال الأسلاك المختلفة التي تمثل كل حرف من الرسالة، في نهاية المستقبِل، تحلل التيارات الحمض في الأنابيب بشكل متتابع، ما يطلق تيارات من فقاعات الهيدروجين بجوار كل حرف أو رقم مرتبط. ويشاهد مشغل جهاز استقبال التلغراف الفقاعات، ويمكنه بعد ذلك تسجيل الرسالة المرسلة. هذا على النقيض من البرقيات اللاحقة التي تستخدم سلكًا واحدًا.
اكتشف هانز كريستيان أورستد في عام 1820 أن التيار الكهربائي يُنتج مجالًا مغناطيسيًا من شأنه أن يحرف إبرة البوصلة. في نفس العام ابتكر يوهان شفيغر الجلفانومتر، مع ملف من الأسلاك حول البوصلة، التي يمكن استخدامها على أنها مؤشر حساس لتيار كهربائي. في عام 1821، اقترح أندريه ماري أمبير أنه يمكن إجراء التلغراف بواسطة نظام الجلفانومتر، بسلك واحد لكل جلفانومتر للإشارة إلى كل حرف، وقال إن تجربته كانت ناجحة مع هذا النظام. في عام 1824، قال بيتر بارلو إن هذا النظام يعمل فقط على مسافة حوالي 200 قدم (61 مترًا)، فلم يكن عمليًا.
في عام 1830، ابتكرت شركة ريتشي تلغراف الجلفانومتر، فتغلب على المشكلة التي أبرزها بارلو من خلال تعديل البطارية. على الرغم من أن التلغراف كان غير عملي بسبب عدد الأسلاك المطلوبة، أثبت جدوى التلغراف الكهرومغناطيسي.
في عام 1825، اخترع وليام استورجن المغناطيس الكهربائي، مع لف واحد من الأسلاك غير المعزولة على قطعة من الحديد المصقول، التي زادت من القوة المغناطيسية الناتجة عن التيار الكهربائي. حسَّنه جوزيف هنري في عام 1828 من خلال وضع عدة لفات من الأسلاك المعزولة حول الشريط، وابتكر مغناطيسًا كهربائيًا أقوى يمكن أن تشغل التلغراف عبر المقاومة العالية لأسلاك التلغراف الطويلة. خلال فترة عمله في أكاديمية ألباني من عام 1826 إلى عام 1832، أظهر هنري أولاً نظرية «التلغراف المغناطيسي» عبر دق الجرس خلال ميل (1.6 كم) من الأسلاك الممدودة حول الغرفة في عام 1831.
في عام 1835، اخترع جوزيف هنري وإدوارد ديفي المرحّل الكهربائي الحساس. استخدم مرحّل ديفي إبرة مغناطيسية مغموسة في ملامسة الزئبق عند مرور تيار كهربائي عبر الملف المحيط. أظهر ديفي نظام التلغراف الخاص به في حديقة ريجنت في عام 1837 وحصل على براءة اختراع في 4 يوليو 1838. اخترع ديفي أيضًا تلغراف الطباعة الذي استخدم التيار الكهربائي من إشارة التلغراف لوضع علامة على شريط من الكاليكو المشرب بيوديد البوتاسيوم وهيبوكلوريت الكالسيوم.

### أنظمة العمل الأولى
بُنِيَ أول تلغراف عمل بواسطة المخترع الإنجليزي فرانسيس رونالدز في عام 1816 واستخدم الكهرباء الساكنة. في منزل العائلة في مول هامرسميث، أنشأ نظامًا كاملاً تحت الأرض في خندق طوله 175 ياردة بالإضافة إلى تلغراف علوي بطول ثمانية أميال. وُصِلت الخطوط في كلا الطرفين بأقراص دوارة مميزة بأحرف الأبجدية واستُخدمت النبضات الكهربائية المرسلة عبر السلك لنقل الرسائل. عرض اختراعه على الأميرالية في يوليو 1816، ورُفض باعتباره «غير ضروري على الإطلاق».
كانت حساباته للمخطط وإمكانيات الاتصال العالمي السريع في أوصاف التلغراف الكهربائي وبعض الأجهزة الكهربائية الأخرى أول عمل منشور على التلغراف الكهربائي حتى وصفه لخطر تأخر الإشارة بسبب الاستقراء. استُخدمت عناصر تصميم رونالدز في التسويق اللاحق للتلغراف بعد عشرين عامًا.
احتوى التلغراف الذي ابتكره بارون شيلينغ فون كانستات في عام 1832 على جهاز إرسال يتكون من لوحة مفاتيح تحتوي على 16 مفتاح أبيض وأسود. ساهمت هذه المفاتيح بتحويل التيار الكهربائي. تتألف أداة الاستقبال من ستة جلفانومترات مع إبر مغناطيسية معلقة من خيوط الحرير. وكانت محطتا تلغراف شيلينغ متصلتين بثمانية أسلاك، وُصلت ستة منها بأجهزة الجلفانومتر، واحد مخدَّم لتيار العودة والآخر لجرس الإشارة. عندما يضغط المشغل في محطة البداية على مفتاح، يحوَّل المؤشر المقابل في محطة الاستقبال. أعطت المواضع المختلفة للعلامات البيضاء والسوداء على أقراص مختلفة لمجموعات تتوافق مع الحروف أو الأرقام. حسَّن بافل شيلينغ جهازه لاحقًا. قلَّل عدد أسلاك التوصيل من ثمانية إلى اثنين.
في 21 أكتوبر عام 1832 تمكن شيلينغ من بث إشارات قصيرة المدى عبر جهازي تلغراف من غرفتين مختلفتين في شقته.
في 1836، أرادت الحكومة البريطانية شراء التصميم، لكن عوضًا عن ذلك قَبِل شيلينغ العرض من نيكولاس الأول في روسيا.
اختُبر تلغراف شيلينغ على كابل تجريبي بطول خمسة كيلومتر تحت الأرض وتحت الماء، وُضع حول البناء الرئيس لمقر البحرية في سانت بطرسبرغ وحصل على الموافقة ليكون تلغرافًا بين القصر الإمبراطوري في بيترهوف والقاعدة البحرية في كرنشتات.
على أي حال، أُلغي المشروع بعد وفاة شيلينغ عام 1837.
كان شيلينغ واحدًا من أوائل الذين وضعوا فكرة النظام الثنائي لإرسال الإشارة في حيز التنفيذ.